# Carboanhydrase

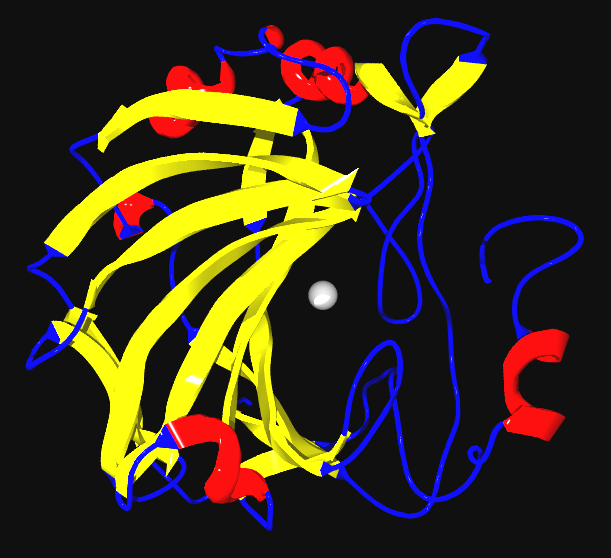
Driedimensionale voorstelling van carboanhydrase II, een enzym dat in de mens voorkomt. Het witte bolletje is een zink-ion dat als co-factor in het enzym gecoördineerd wordt.

De carboanhydrasen of carbonaatdehydratasen vormen een familie van enzymen die de omzetting van koolstofdioxide met water tot waterstofcarbonaat en protonen (en omgekeerd) versnelt, afhankelijk van het reactiequotiënt en de pH:
{\displaystyle \mathrm {CO_{2}\ +\ H_{2}O\leftrightharpoons \ HCO_{3}^{-}\ +\ H^{+}} }

## Functie
Bij zoogdieren zorgt carboanhydrase voor de homeostase van de zuur-basebalans in het bloed en de lichaamsweefsels. Het geneesmiddel acetazolamide remt carboanhydrase in de proximale niertubulus. Dit leidt tot een remming van de terugresorptie van HCO3−.